# Crucihimalaya rupicola
Crucihimalaya rupicola là một loài thực vật có hoa trong họ Cải. Loài này được (Krylov) A.L.Ebel & D.A.German mô tả khoa học đầu tiên năm 2005.